# Speakerboxxx/The Love Below
Speakerboxxx/The Love Below – dwupłytowy album duetu OutKast wydany 23 września 2003 roku przez Arista Records. Pierwszy dysk pt. Speakerboxx, był dziełem Big Boi'a, a druga, The Love Below - André 3000. Dzięki albumowi, duet zyskał ogromną popularność. Longplay otrzymał wiele prestiżowych nagród.

## Lista utworów

### Speakerboxxx
1. Intro
2. Ghetto Musick
3. Unhappy
4. Bowtie
5. The Way You Move
6. The Rooster
7. Bust
8. War
9. Church
10. Bamboo (interlude)
11. Tomb of the Boom
12. E-Mac (interlude)
13. Knowing
14. Flip Flop Rock
15. Interlude
16. Reset
17. D-Boi (interlude)
18. Last Call
19. Bowtie (postlude)

### The Love Below
1. "The Love Below
2. "Love Hater
3. "God (interlude)
4. "Happy Valentine's Day
5. "Spread
6. "Where Are My Panties?
7. "Prototype
8. "She Lives in My Lap
9. "Hey Ya!
10. "Roses
11. "Good Day Good Sir (interlude)
12. "Behold a Lady
13. "Pink & Blue
14. "Love in War
15. "She's Alive
16. "Dracula's Wedding
17. "The Letter (interlude)
18. "My Favorite Things
19. "Take Off Your Cool
20. "Vibrate
21. "A Life in the Day of Benjamin Andre (Incomplete)